# Tư Mã Hân
Tư Mã Hân (?-203 TCN) là tướng nhà Tần và vua chư hầu thời Hán Sở trong lịch sử Trung Quốc.

## Giúp Hạng Lương
Theo Sử ký, Tư Mã Hân làm chức quan coi ngục ở Lạc Dương thời Tần. Con tướng Hạng Yên nước Sở thời Chiến Quốc là Hạng Lương phạm tội bị giam tại Lạc Dương.
Hạng Lương quen biết quan coi ngục đất Kỳ là Tào Cữu, nhờ Tào Cữu viết thư cho Tư Mã Hân. Tư Mã Hân nhận thư của Tào Cữu bèn tha cho Hạng Lương.

## Theo giúp Chương Hàm
Thời Tần Nhị Thế, Tư Mã Hân giữ chức trưởng sử. Năm 209 TCN, Trần Thắng khởi binh chống nhà Tần, sai Chu Văn mang quân đánh vào Hàm Dương. Cùng năm, Hạng Lương khởi binh ở đất Cối Kê hưởng ứng Trần Thắng.
Tần Nhị Thế sai Chương Hàm mang quân ra ngăn chặn. Sau khi nghe tin Chu Văn thất bại và tự sát ở Tào Dương, Nhị Thế phái Tư Mã Hân cùng đô úy Đổng Ế ra giúp Chương Hàm đánh dẹp các lực lượng chống đối khác.
Tư Mã Hân theo Chương Hàm đánh bại các lực lượng chư hầu: quân Sở của Trần Thắng, quân Ngụy của Ngụy Cữu, quân Tề của Điền Đam, quân Sở tái lập của Hạng Lương. Tại trận Định Đào, quân Tần đã giết chết Hạng Lương. Sau đó ông theo Chương Hàm đánh nước Triệu.
Cháu Hạng Lương là Hạng Vũ thay quyền chỉ huy quân đội nước Sở đi cứu Triệu, đại phá quân Tần ở Cự Lộc. Sau đó quân Tần bị Hạng Vũ đánh bại nhiều lần. Quân của Tần nhiều lần rút lui. Tần Nhị Thế sai người đến trách quở Chương Hàm. Chương Hàm lo sợ, bèn sai Tư Mã Hân đi yết kiến Tần Nhị Thế để tâu xin định đoạt.
Tư Mã Hân trở về Hàm Dương đợi ở cửa tư mã ba ngày. Chính sự nước Tần bị hoạn quan Triệu Cao thao túng. Triệu Cao không cho Tư Mã Hân vào yết kiến. Tư Mã Hân đoán biết Triệu Cao có ý hại mình, sợ hãi bỏ chạy về chỗ Chương Hàm. Lại sợ Triệu Cao sai người truy bắt, ông không dám đi theo con đường lần trước mà tìm đường khác đi. Quả nhiên Triệu Cao cho người đuổi theo, nhưng không kịp.
Tư Mã Hân về đến doanh trại nói với Chương Hàm:
Ở triều đình, Triệu Cao chuyên quyền, ở dưới quyền của nó không thể làm được việc gì. Nay nếu đánh mà thắng thì thế nào Cao cũng ghen ghét công lao của chúng ta; lỡ đánh không thắng thì không khỏi chết. Xin tướng quân suy nghĩ cho kỹ!
Chương Hàm vẫn do dự không quyết định, thì bị Hạng Vũ đánh bại 2 trận nữa ở bến Tam Hộ và sông Vu Thủy. Chương Hàm đành phải mang toàn bộ tướng sĩ đầu hàng Hạng Vũ.

## Tắc vương
Hạng Vũ gộp quân Tần vào quân Sở cùng đi đánh Hàm Dương. Tới Tân An, Hạng Vũ sợ hàng binh nước Tần nổi loạn bèn sai chôn sống quân Tần. Toàn bộ 20 vạn tướng sĩ nước Tần bị giết, chỉ còn Chương Hàm cùng Tư Mã Hân và Đổng Ế được giữ lại trong quân Sở.
Vào Hàm Dương, Hạng Vũ là chư hầu mạnh nhất, được các chư hầu khác quy phục, tự xưng là Sở Bá vương và phong đất cho các chư hầu. Tư Mã Hân trong số các tướng được phong làm chư hầu.
Để kiềm chế Hán vương Lưu Bang vốn là người vào Hàm Dương trước và muốn tranh ngôi vị vua Quan Trung, Hạng Vũ chia nước Tần làm 3, phong cho Chương Hàm làm Ung vương, Đổng Ế làm Địch vương, Tư Mã Hân làm Tắc vương. Tư Mã Hân làm Tắc vương cai trị từ phía đông Hàm Dương cho đến Hoàng Hà, đóng đô ở Lạc Dương.
Lưu Bang bất bình vì bị đẩy vào Hán Trung, bèn ngầm khởi binh chống Sở. Nhờ dùng kế giả sửa sạn đạo đánh lừa Chương Hàm, Lưu Bang đánh úp nước Ung khiến Ung vương phải rút vào thành Ung Khâu cố thủ. Sau đó Hán vương sai Hàn Tín đánh nước Tắc và nước Địch. Địch vương Ế và Tắc vương Hân không chống cự nổi quân Hán nên đầu hàng.

## Tự vẫn ở sông Tự Thủy
Năm 205 TCN, sau khi chinh phục hàng loạt chư hầu, nhân lúc Hạng Vũ mải đánh nước Tề, Lưu Bang tấn công vào kinh đô Sở là Bành Thành. Hạng Vũ mang quân từ Tề về đánh bại đại quân Hán. Lưu Bang thua tan tác phải bỏ chạy về phía tây. Tư Mã Hân và Đổng Ế thấy nước Sở mạnh lại cùng trở về theo Sở Bá vương. Hạng Vũ không trị tội hàng Hán và vẫn thu nhận hai người.
Hạng Vũ đánh bại quân Hán nhiều trận, chiếm hai thành quan trọng là Vinh Dương và Thành Cao. Nhưng trong lúc quân Sở thắng trận thì tướng Hán là Hàn Tín lại liên tiếp diệt các chư hầu theo nước Sở là Ngụy, Triệu, chiêu hàng Yên và diệt Tề. Đồng thời, tướng nước Lương là Bành Việt lại quấy rối hậu phương quân Sở, cắt đường vận lương.
Năm 203 TCN, Hạng Vũ buộc phải thân chinh đi đánh Bành Việt, sai Tư Mã Hân cùng Tào Cữu và Đổng Ế ở lại giữ Thành Cao. Trước khi đi, Hạng Vũ dặn các tướng phải giữ Thành Cao cẩn thận, chỉ cần cố thủ trong 15 ngày thì Hạng Vũ sẽ trở về.
Trong lúc Hạng Vũ đánh Lương đang thuận lợi, thu phục được nhiều thành trì thì quân Hán kéo đến đánh Thành Cao. Quân Hán mấy lần khiêu chiến với quân Sở nhưng các tướng Sở không chịu ra. Quân Hán sai người mắng nhiếc năm sáu ngày. Tào Cữu nổi giận không kìm được, cùng Đổng Ế và Tư Mã Hân đem quân vượt qua sông Tự Thủy đánh địch. Quân Sở vừa mới ra giữa sông, bị quân Hán đánh úp. Quân Sở thua tan tác. Đổng Ế cùng Tào Cữu và Tư Mã Hân hối không kịp, bèn cùng nhau tự đâm cổ chết giữa sông Tự Thủy.
Theo Hán thư, sau khi ông chết, Lưu Bang đã cho treo đầu Tư Mã Hân lên cột giữa chợ ở Dược Dương (櫟 陽; ngày nay ở Diêm Lương, Tây An, Thiểm Tây) .